# She Keeps Bees
She Keeps Bees est un groupe de rock américain, originaire de Brooklyn, New York. Il mêle blues, folk et rock. Il est composé de Jessica Larrabee, au chant et à la guitare, et de son compagnon Andy LaPlant à la batterie.

## Biographie
Larrabee enregistre un album solo sous le nom de She Keeps Bees (bees, qui vient de son surnom) et fait la rencontre de LaPlant. Elle l'aide pendant son concert avant qu'elle ne lui suggère de monter sur scène avec lui. Ils forment le groupe en 2006. Ils enregistrent chez eux, à Brooklyn. Larrabee a aussi été invitée à jouer sur l'album Black Light de Groove Armada. Ils jouent en soutien à The Joy Formidable, et au festival SXSW en 2010. Ils signent avec Domino Publishing en juillet 2010. Leur troisième album Dig On, est enregistré en novembre 2010 à Catskill Mountains, et publié en juillet 2011,.

## Membres

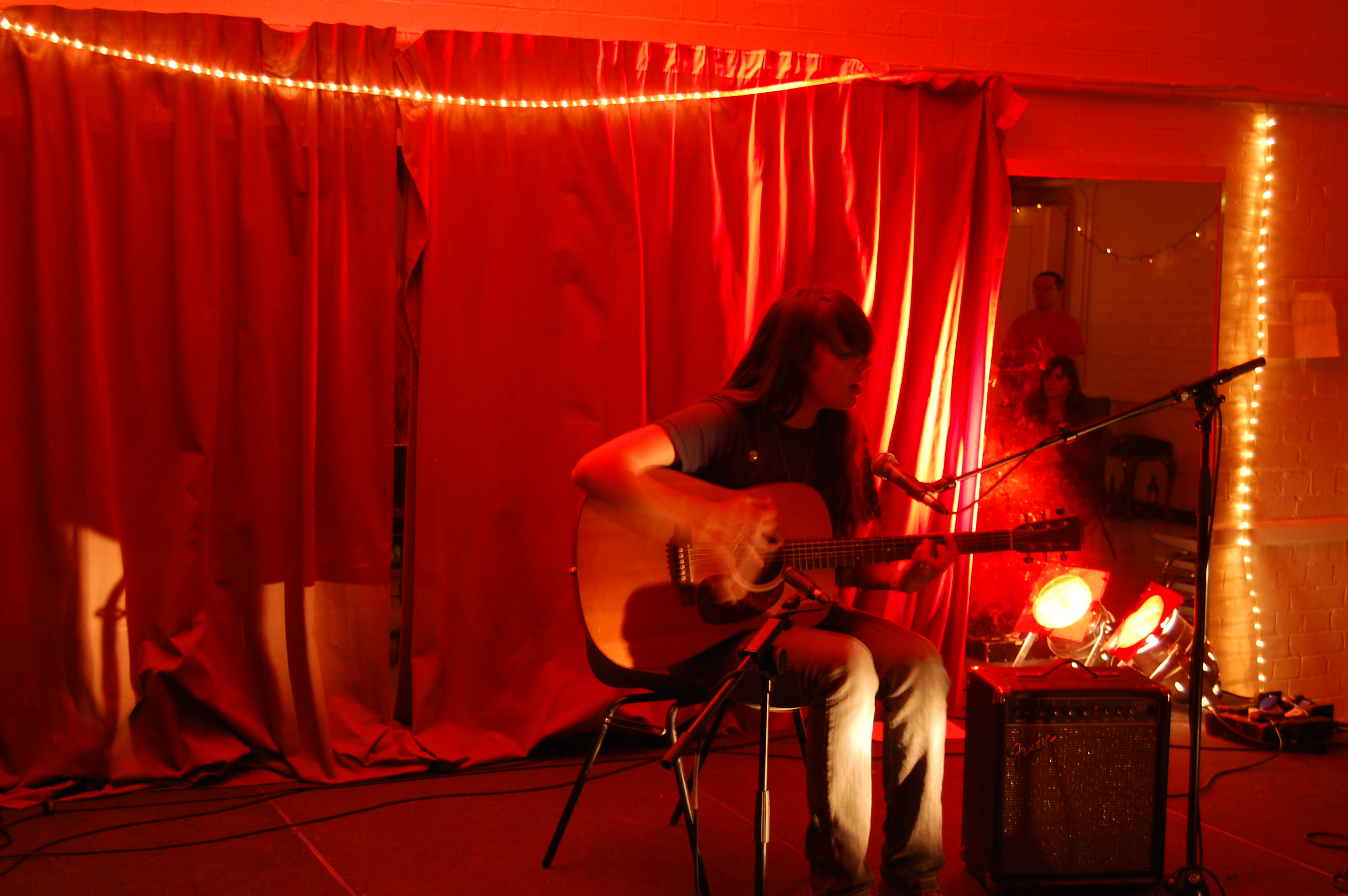
Jessica Larrabee en 2009.

Jessica Larrabee est une auteure-compositrice et guitariste, membre d'autres groupes. Elle apprend à son partenaire Andy LaPlant à jouer de la batterie ; il est ingénieur-son et producteur. Larrabee explique : « Je chante jusqu'à ce que mes tripes me fassent mal et Andy explose la batterie » et se compare à Cat Power.

## Accueil
The Guardian dit du groupe qu'« il est le contraire des White Stripes. » Drowned in Sound dit de Larrabee qu'« elle contrôle parfaitement ses cordes vocales, capable d'être réservées, seductives et aussi crues » et Sharon Van Etten : « elle est l'une des meilleures voix que j'ai jamais entendues et elle est plus d'âme dans un doigt que la plupart des chanteuses de notre scène. » ArtsBeat du New York Times la compare à PJ Harvey, mais « sans le côté théâtral de Ms. Harvey, [car] Ms. Larrabee ne fait que gigoter sur scène. » The Quietus dit de Nests que « l'album fait ses armes. »